# کیریباتی در المپیک تابستانی ۲۰۲۴
کاروان المپیکی کیریباتی، یکی از کاروان‌های شرکت‌کننده در بازی‌های المپیک تابستانی ۲۰۲۴ بود. این دوره از بازی‌ها از ۲۶ ژوئیه تا ۱۱ اوت ۲۰۲۴ (۵ تا ۲۱ امرداد ۱۴۰۳ خورشیدی) به میزبانی پاریس، پایتخت فرانسه برگزار شد. نخستین حضور کاروان کیریباتی در المپیک به سال ۲۰۰۴ بازمی‌گردد. این کاروان هشتمین حضور خود را در المپیک تجربه کرد و در پایان موفق به کسب مدال نشد. ورزشکاران این کاروان تاکنون موفق به کسب هیچ مدالی در المپیک نشده‌اند.

## شرکت‌کنندگان
فهرست زیر به ورزشکاران این کاروان اشاره دارد
| ورزش        | مردان | زنان | مجموع |
| ----------- | ----- | ---- | ----- |
| دو و میدانی | ۱     | ۰    | ۱     |
| جودو        | ۰     | ۱    | ۱     |
| وزنه‌برداری  | ۱     | ۰    | ۱     |
| مجموع       | ۲     | ۱    | ۳     |